# Saison 1 de Ben 10: Ultimate Alien
Chronologie
Saison 2
Cet article présente la première saison de la série télévisée d'animation américaine Ben 10: Ultimate Alien.
Les titres français des épisodes sont ceux adoptés lors de la diffusion sur Cartoon Network France.

## Distribution

### Voix originales
- Yuri Lowenthal
- Dee Bradley Baker
- Ashley Johnson
- Greg Cipes
- Paul Eiding
- John Di Maggio

## DVD
| Intitulé                                                | Zone 2/B (France) |
| ------------------------------------------------------- | ----------------- |
| Ben 10 Ultimate Alien - Volume 1 - L'évasion            | 13 juillet 2011   |
| Ben 10 Ultimate Alien - Volume 2 - La chute d'un héros  | 13 juillet 2011   |
| Ben 10 Ultimate Alien - Volume 3 - La carte de l'infini | 14 septembre 2011 |
| Ben 10 Ultimate Alien - Volume 4 - Le pouvoir absolu    | 14 septembre 2011 |
| Ben 10 Ultimate Alien - Saison 1                        | 5 octobre 2011    |